# Pívot
Pívot u pivote (en inglés: center), también denominado centro en algunas zonas de Hispanoamérica, o 5 en la terminología empleada por entrenadores, es una de las cinco posiciones de un equipo en una pista de baloncesto.  Abreviados comúnmente "P" ("C" en inglés), son, por lo general, los jugadores más altos del equipo, jugando en posiciones cercanas al aro, tanto en ataque como en defensa. Su principal rol dentro del equipo es el de rebotear en ambas canastas, y el de intimidación en defensa. Un típico pívot en la NBA suele medir más de 2,08 m (6'10").
En muchos casos, el papel principal del pivote es utilizar su tamaño para anotar y defender desde una posición cerca de la canasta. Un pívot que posee la estatura junto con el atletismo y habilidad, constituye un activo sin precedentes para un equipo. Los pívots por lo general suelen ser el jugador que participa en el salto entre dos.
Hay controversia sobre lo que constituye ser un "verdadero pívot". Por ejemplo, algunos sostienen que Tim Duncan, quien a lo largo de su carrera se ha desempeñado como ala-pívot, es en realidad un pívot debido a su tamaño y estilo de juego. Sin embargo, el juicio de si un jugador es un pívot o ala-pívot es a menudo muy subjetiva, debido a que en la actualidad hay pocos jugadores que cumplen con los requisitos de tamaño ideal para un pívot de la NBA.
Los pívots y los ala-pívots a menudo tienen un porcentaje bajo de tiros libres. Debido a esto, es común que el equipo contrario suela cometer faltas contra ellos, sobre todo al final del juego. Esto ha sido una estrategia común usada contra ciertos pivotes que históricamente se les ha dificultado los tiros libres; ejemplos incluyen a Wilt Chamberlain, Shaquille O'Neal, DeAndre Jordan, Kwame Brown, y Dwight Howard. La técnica de enviar a un pívot a cobrar tiros libres con el fin de recuperar la posesión con la esperanza de que el jugador falle sus tiros libres se le conoce como Hack-a-Shaq, ya que era la técnica más utilizada contra Shaquille O'Neal. Sin embargo, hay pivotes que son particularmente buenos desde la línea de tiro libre, tales como Arvydas Sabonis, Žydrūnas Ilgauskas, y Yao Ming.
Los pívots también se encuentran entre los líderes de tapones y rebotes, y se dice que son el "ancla" de sus defensas. Es muy común que los pívots merodeen cerca de la pintura, y por lo tanto taponen un número elevado de tiros.
Históricamente, el papel de los pívots ha estado reducido a defender y en ataque solo para bloqueos y tiros debajo de canasta, pero en los últimos años, con la evolución del baloncesto hacia un juego multiposicional, ha aparecido una camada de jóvenes interiores (como Joel Embiid, Karl-Anthony Towns, Kristaps Porziņģis, Nikola Jokić o Lauri Markkanen) que han demostrado que el hecho de ser jugadores altos no les impide poder driblar el balón, lanzar triples u organizar el ataque de sus equipos. Así, otros jugadores veteranos, como Pau Gasol, Marc Gasol, DeMarcus Cousins o Jonas Valančiūnas han debido cambiar su estilo de juego y aumentar su arsenal ofensivo para ser más útiles en el sistema de sus equipos.
El jugador profesional más alto de la historia fue el pívot ucraniano Aleksandr Sizonenko, que medía 2,39 m. Los jugadores más altos en jugar en la NBA fueron los pívots Gheorghe Mureşan y Manute Bol, ambos con 2,31 m. Margo Dydek con 2,18 m fue la jugadora más alta que ha jugado en la WNBA.

## Jugadores históricos

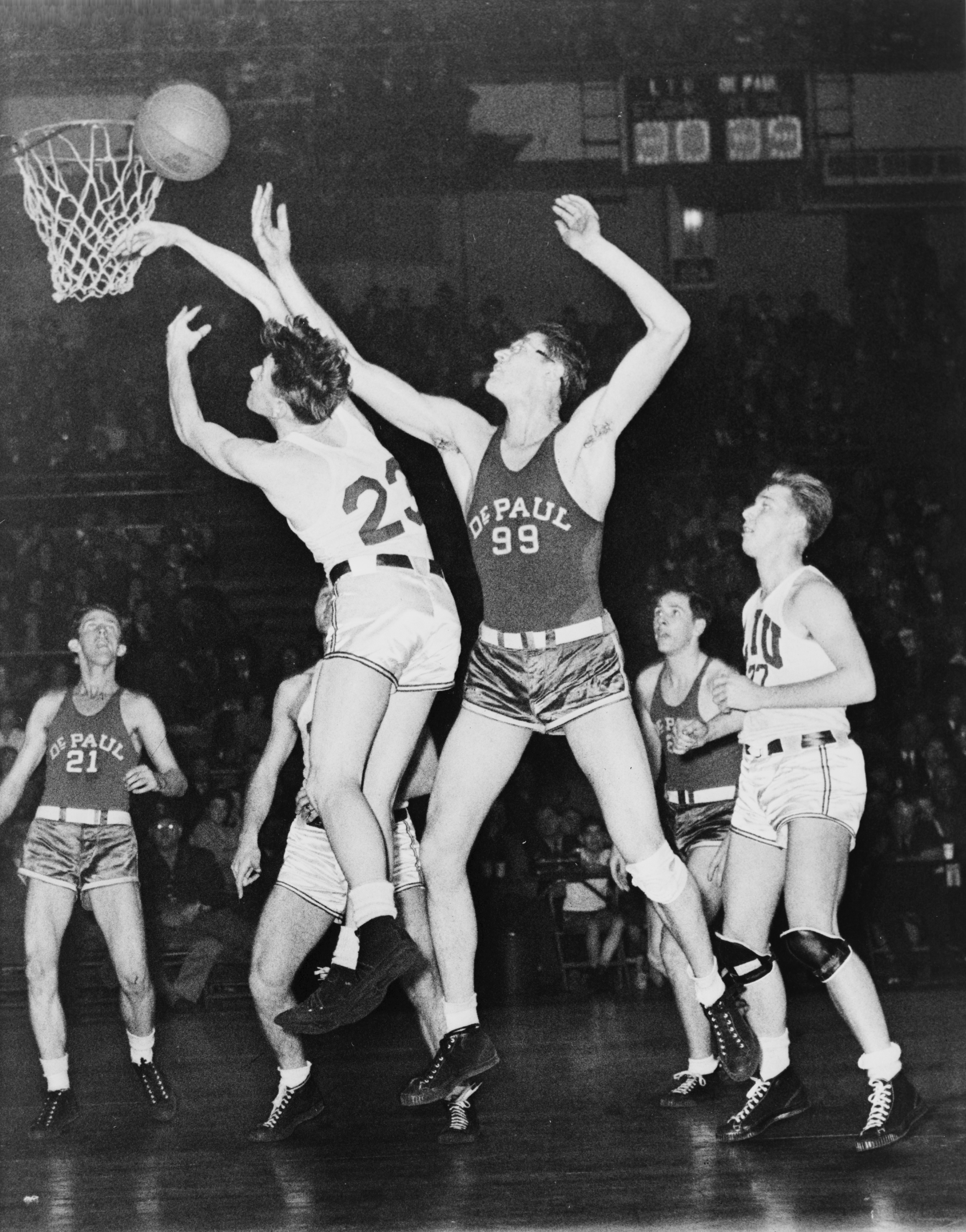
George Mikan con 2,08 m (6'10") fue pionero en la posición de pívot, rompiendo la percepción generalizada de que los jugadores altos no podían desarrollar la agilidad y la coordinación de jugar bien al baloncesto.

### NBA
Pívots elegidos en la lista de los 50 mejores jugadores de la historia de la NBA: